# كارين ميتلاند
كارين ميتلاند (بالإنجليزية: Karen Maitland)‏ هي كاتِبة بريطانية، ولدت في 1956 في المملكة المتحدة.